# St. Laurentius (Falkenberg, Schweden)
Die St.-Laurentius-Kirche (schwedisch Sankt Laurentii kyrka oder, schwedisch Falkenbergs gamla kyrka – Falkenbergs alte Kirche) ist eine Kirche im Ort Falkenberg in der Gemeinde Falkenberg. Sie gehört zur Falkenbergs församling im Bistum Göteborg der (evangelisch-lutherischen) Schwedischen Kirche.

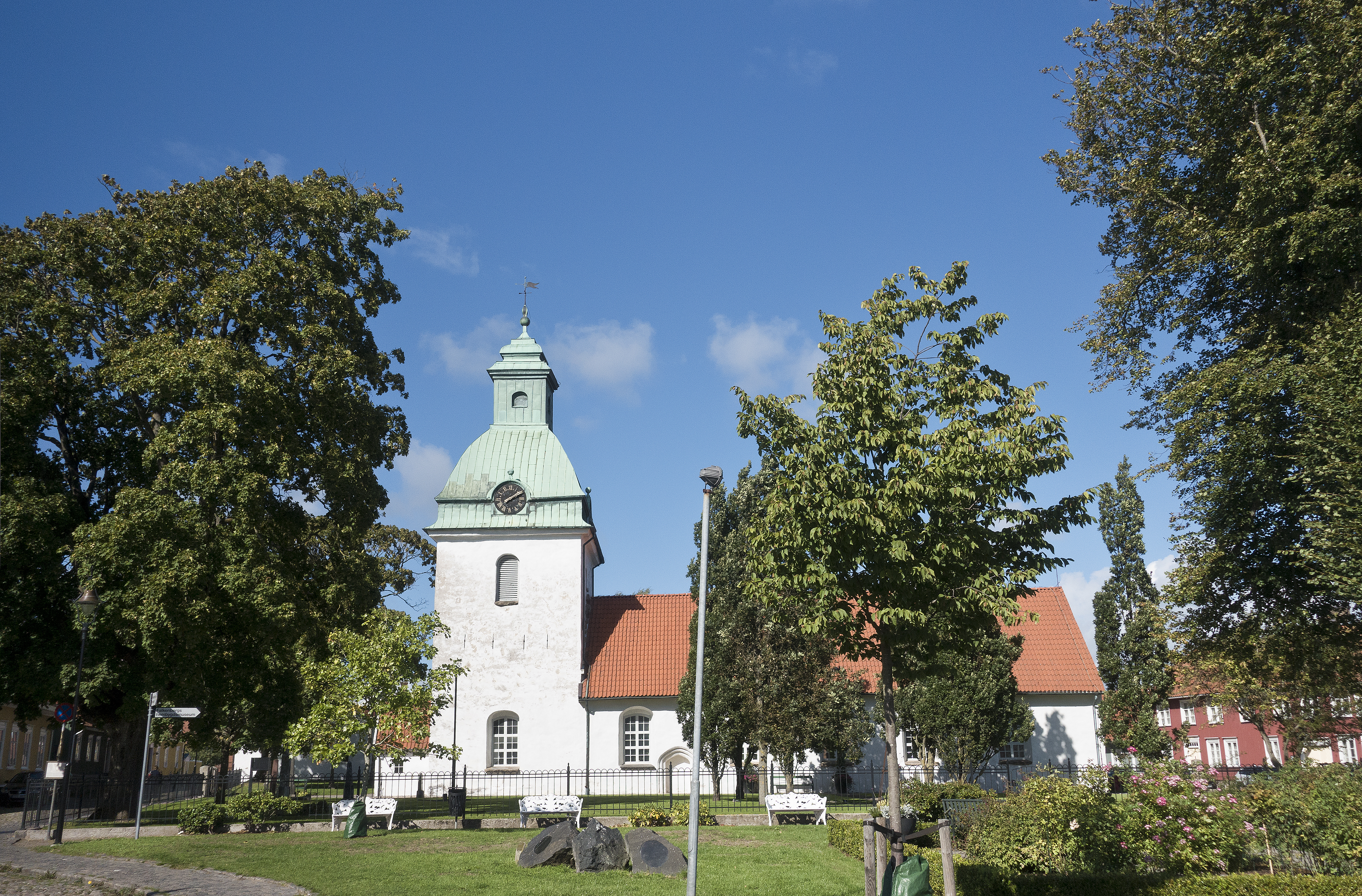
Falkenbergs alte Kirche

## Kirchengebäude
Die St.-Laurentius-Kirche ist die alte Stadtkirche von Falkenberg. Sie wurde ursprünglich im 14. Jahrhundert errichtet, allerdings noch auf einem deutlich kleineren Grundriss als heute. Davon zeugen die meterdicken Mauern. In der Südfassade sind Spuren des 1903 zugemauerten Eingangs zu sehen. Das Langhaus wurde im Spätmittelalter verlängert und erhielt einen geraden Chor, der im Osten mit einem Fenster endete, das nach Zumauerung erst 1954 wieder sichtbar wurde. Im Nordischen Siebenjährigen Krieg (1563–1570) wurde die Kirche niedergebrannt. 1586 wurde den Gemeindemitgliedern die Erlaubnis erteilt, die königliche Zoll- und Verbrauchssteuer in Falkenberg zum Wiederaufbau zu verwenden. Eine größere Renovierung wurde 1668 durchgeführt. Das Innendach wurde 1739 eingewölbt. Der Turm war ursprünglich aus Holz, wurde aber 1787 durch den heutigen Steinturm mit seiner charakteristischen Kupferhaube mit Wetterfahne ersetzt. Im selben Jahr wurde die Rüstkammer angebaut.
Die Kirche wurde 1892 aufgegeben, als eine neue Kirche für die stark gewachsene Stadt errichtet worden war. Aber anstatt das alte Gebäude abzureißen, wie es zu jener Zeit üblich war, wurde es in eine Turnhalle für die Schule umgewandelt, denn eine solche fehlte. Das ganze Interieur wurde dabei verkauft. Der Kirchenraum wurde später auch für Konzerte, Vorträge und Filmvorführungen sowie als Übungsraum zum Luftgewehrschießen genutzt. Als die Schule 1922 eine eigene Turnhalle bekam, wurde beschlossen, die Kirche zu restaurieren. Der Architekt für die Restaurierung, die 1925–1928 stattfand, war Hakon Ahlberg und die Wiedereinweihung fand 1928 statt. Die Kirche erhielt neue Kirchenbänke (die alten waren nicht mehr auffindbar), einen Altar und einen Altarring (Abschrankung um den Altar). Nach einer Sammlung wurden 1935 Kirchenglocken erworben. Bei der Renovierung 1941 unter der Leitung von Harald Wadsjö erhielt die Kirche eine neue Farbgebung und eine neue Kanzel.

## Gemälde

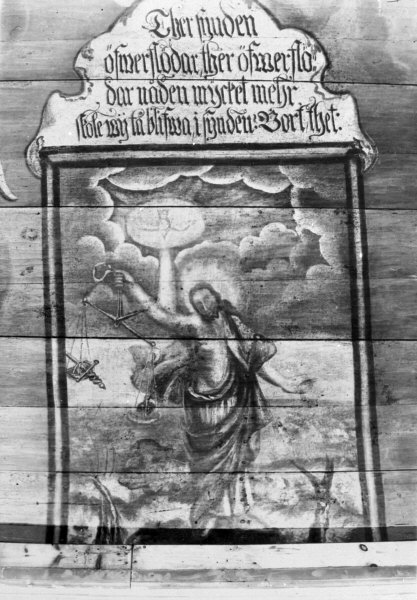
Malerei an der Chorwand (Schwarzweiß-Fotografie)

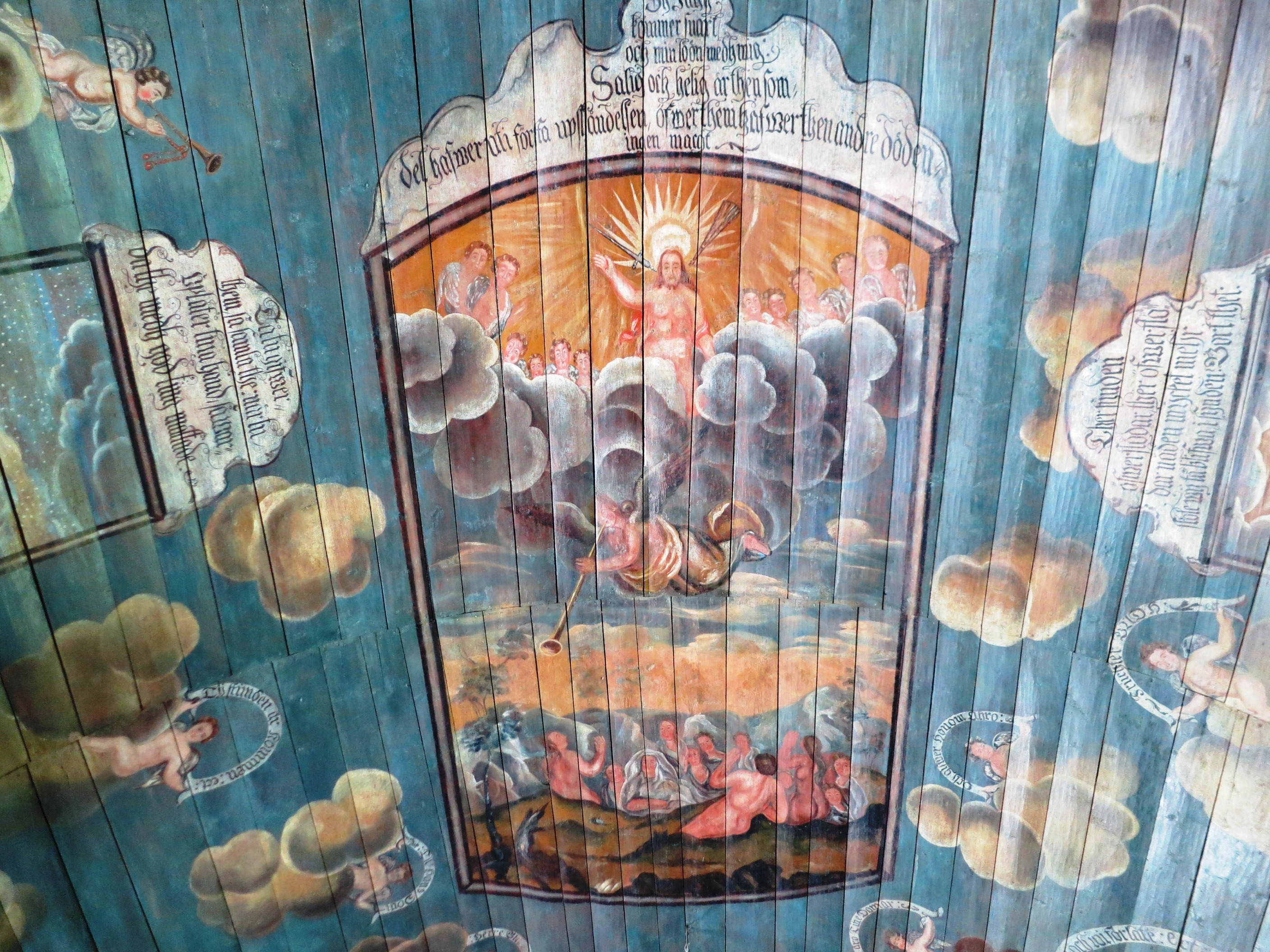
Ausschnitt aus der Deckenmalerei: Das Jüngste Gericht

Die Decke war 1804 mit weißer Leimfarbe übermalt und 1903 mit Perlmuttplatten verkleidet worden. Vor der Restaurierung wurden 1924 hinter dem Wandputz Kreidemalereien aus dem 16. Jahrhundert gefunden. Als 1926 die Perlenleiste in der Decke entfernt wurde, wurden dort auch Gemälde gefunden, die 1753–1754 von dem Künstler Paul Christopher Linkmeyer ausgeführt worden waren. Heute ist an der ganzen Kirchendecke ein großflächiges Gemälde erkennbar mit verschiedenen biblischen Themen. Auch die Seitenwände und die Chorwand sind teilweise bemalt.
Einmalig ist die Darstellung des Königs David an der Chorwand über dem Altar. Ursprünglich war dort wohl Gottvater als Mensch dargestellt. Das erschien aber unpassend (wegen Ex 20,4-5  verzichten auch Christen normalerweise auf die Anfertigung von Gottesbildern), und so wurde „Gott“ mit einer Harfe ausgestattet und zu König David umfunktioniert. Eine so prominente Darstellung eines alttestamentlichen Königs in einer christlichen Kirche ist eine Ausnahme.

## Inventar
- 1978 wurde eine Kanzel eingebaut, die vom Falkenberger Künstler Tore Heby geschnitzt wurde.
- Das Taufbecken ist aus Holz und besteht aus einem Eichenstamm mit Malereien und stammt wahrscheinlich aus dem 16. Jahrhundert oder ist möglicherweise noch älter.[4]
- Ein Schiffsmodell wurde 1974 gespendet und hängt über dem Kirchenschiff.
- Das hölzerne Altarkruzifix stammt aus Oberammergau.

1978 wurde eine neue Orgel von Hammarbergs Orgelbyggeri AB eingebaut. Sie hat 17 Register, die auf zwei Manuale und Pedal verteilt sind. Die vorherige Orgel von 1954 wurde verkauft.